# Іванченко Ігор Іванович
І́гор Іва́нович Іва́нченко — капітан Збройних сил України, учасник російсько-української війни.

## Життєпис
Майже десять років був заступником голови обласної організації «Батьківщина». Був депутатом Кіровоградської міської ради шостого скликання від «Батьківщини».
Інженер-електрик. Військова спеціяльність — літун-винищувач і штурман гвинтокрила. Пішов добровольцем під час анексії Криму, але його не взяли. Коли почалася війна на сході, взяли до війська (31 січня 2014 року), але перевчили на зенітника. Навчання проходив у Харкові. Був у складі 93-ї бригади командиром зенітно-ракетного взводу.
3 серпня 2015 року під час ворожого обстрілу отримав контузію, був комісований.

## Нагороди
За особисту мужність і високий професіоналізм, виявлені у захисті державного суверенітету та територіальної цілісності України, вірність військовій присязі нагороджений орденом Богдана Хмельницького III ступеня (6.1.2016).